# 60000 Miminko
60000 Miminko è un asteroide della fascia principale. Scoperto nel 1999, presenta un'orbita caratterizzata da un semiasse maggiore pari a 3,1324904 UA e da un'eccentricità di 0,0286574, inclinata di 9,32131° rispetto all'eclittica.
L'asteroide prende il nome dal vezzeggiativo del termine mimino che in ceco indica gli infanti di ambo i sessi.